# Каабу
Каа́бу, также известное как Габу, Ньгабу, Нгабу — африканское государство доколониальной эпохи, появившееся в XV веке и завоёванное мусульманскими фанатиками из имамата Фута-Джаллона в XIX веке. Представляло собой федерацию государственных образований народа мандинка, располагавшейся на территории региона Сенегамбия, включая земли современных Гвинеи-Бисау, Гамбии и Сенегала. Ставкой правителей Каабу был город Кансала или по другому Габу.  
Каабу приобрела известность как военная провинция Малийской империи. После распада Малийской империи Каабу стала независимой. Хоть Каабу и была уничтожена имаматом Фута-Джаллон, государства-преемники Каабу по всей Сенегамбии продолжали процветать даже после падения столицы государства Габу; это продолжалось до полного включения оставшихся государств в британскую, португальскую и французскую сферы влияния во время колониального раздела Африки.

## Этимология
Ученые и историки специализирующиеся на устной традиции предположили различные теории происхождения названия «Каабу». К ним относятся производное от названия города Кааба или Кангаба, столицы Малийской империи; от фразы на языке мандинка «каа бунг фоло», что означает «давайте продолжим борьбу»; или от слова «камбутчи», что означает «обрезанный народ» на языке байнук, названия ранее существовавшего государства Байнук.

## История

### Ранняя история
Регион, который впоследствии стал известен как Каабу, простирался от берегов реки Гамбия на юг и восток до горного массива Фута-Джаллон и побережья современной Гвинеи-Бисау, был малонаселённым:75. Тем не менее, там ранее уже существовало государство Байнук, которое было основано в VII веке, и чья территория простиралась от Гамбии до реки Кашеу. Самая ранняя правящая династия именовалась Дженунг, но об этом периоде почти ничего не известно. В этом районе жили торговцы народа манде и другие различные иммигранты, но политически и демографически они находились под влиянием местных вождей.
Байнукские легенды описывают жестокого вождя по имени Гана Сира Бана или Масопти Биайе, тирания которого вызвала всеобщее восстание, и чьё государство раскололось. Эти процессы в конечном счёте привели к ликвидации боевой мощи государства Байнук, чем воспользовались местные соседи из народа манде.

### Провинция империи Мали
Согласно устным преданиям сенегамбцев, люди народа мандинка прибыли в этот регион примерно в 1230 году. Один из полководцев мансы (царя) империи Мали Сундиата Кейта, Тирамахан Траоре, завоевал этот регион, основав множество новых городов и сделав Каабу одной из западных провинций Мали. Он или, возможно, его сыновья от жены-байнук победили Кикикора, вождя байнуков, и захватили Мампатим. Его сын или внук Сама Коли стал первым мансой (царём) Каабу.
Саванны, что рядом находились под вассальной зависимостью империи Мали. В то же время в болотистых районах вблизи побережья по-прежнему доминировали местные жители. Как и во многих других местах, где происходили миграции мандинка, большая часть коренного населения подверглась доминированию или ассимиляции, а рабы либо в конечном итоге были интегрированы в общество мандинка, либо проданы по транссахарским торговым путям арабским покупателям. Хотя правителями Каабу были мандинки, многие из их подданных принадлежали к этническим группам, которые проживали в этом регионе до вторжения мандинок. Язык мандинка стал языком общения, используемым в торговле.
Манса Сала Сане основал город Кансала на месте старой столицы государства Байнук города Мампатимы. Рядом находился священный лес, где короновался мансаба (царь).

### Независимость
После середины XIV века в Мали произошёл резкий упадок из-за набегов войск государств Моси, появления и роста Сонгайcкой империи на севере и споров о престолонаследии. Даже его исторически безопасные владения на территории нынешних Сенегала, Гамбии и Гвинеи-Бисау были отрезаны расширяющейся державой Коли Тенгелла в начале XVI века.
После падения империи Мали, провинция Каабу стала независимым федеративным государством со столицей в городе Габу. Первым монархом стал Сама Коли. Число провинций выросло с трёх до семи, и они включали в себя десятки торговых городов. Среди них можно выделить следующие города и провинции: Фирду, Пата, Камако, Джимара, Патим Кибо, Патим Канджайе, Кантора, Седиу, Пакане Мамбура, Кианг, Кудура, Нампайо, Кумпентум, Кусанар, Барра, Ниуми, Пакана и другие. В это время появились государства Сине и Салум, которыми правили цари из народа серер и царицы из народа мандинка (династия Геловар), хотя к 1600 году они стали независимыми.
Многочисленные экспансионистские войны Каабу привели к тому, что в XVII-м и XVIII-м веках до половины африканского населения было продано в рабство.
Согласно устной традиции народа мандинка, Каабу оставался непокорённым в течение восьмисот семи лет. Последовательно сменяли друг друга 47 царей.  

### Падение государства
Могущество Каабу начала ослабевать в XVIII—XIX веках. В 1776 году воинствующие исламские священнослужители-тородбе основали теократическое государство имамат Фута-Джаллон. При некоторой поддержке вождей сонинке и мандинки они начали джихад против немусульманских государств региона, в частности Каабу. Некоторые фула-немусульмане, вытесненные тородбе из Фута-Джаллона, поселились в Каабу и часто пасли скот правящей аристократии Ньянчо. Однако в ходе конфликта с имаматом эти иммигранты рассматривались как потенциальная пятая колонна, подвергались притеснениям и вымогательствам, что привело к гражданскому конфликту в государстве. Упадок работорговли, веками служившей основой экономики, также подтолкнул элиту мандинки к тому, чтобы выжимать из крестьян налоги взамен утраченных доходов от торговли. Таким образом, война против элиты Ньянчо в Каабу имела этнические, религиозные и классовые составляющие.
Вплоть до 1860-х годов Каабу неоднократно успешно отражал атаки различных армий племени фула на форт Береколонг. Однако в 1865 году столица Каабу в Кансале подверглась осаде со стороны армии, возглавляемой Альфой Моло Бальде. В разгар одиннадцатидневной битвы за Кансалу последний царь Каабу Янке Ваали Санне (также известный как Мансаба Дианке Валли) приказал поджечь городские пороховые склады. В результате взрыва погибли защитники города и многие нападавшие. С уничтожением Кансалы гегемонии мандинки в регионе пришёл конец. Остатки государства Каабу находились под контролем племён народа фула до тех пор, пока португальцы не захватили эти территории на рубеже XX-го века.
Несмотря на уничтожение государства некоторые из входящих в состав Каабу монархий продолжали процветать. Среди них были Ньямбаи, Кантора, Береколонг, Кианг, Фараба и Берефет, в основном в Гамбии и некоторых частях южного Сенегала. Другими районами, контролируемыми Ньянчо, были Седиу, Кумпентум, Коссамар и другие на территории современного Сенегала до прихода британских и французских колонизаторов на рубеже XX-го века. На сегодняшний день влияние Корингов и Ньянчо прочно вошло в социокультурную структуру Сенегала, Гамбии и Гвинеи-Бисау после обретения ими независимости.

## Управление
Учёные расходятся во мнениях о том, было ли Каабу царством, империей, федерацией или чем-то из них. Хотя там был царь, известный как мансаба, власть была децентрализована, и люди, как правило, больше прислушивались к местным вождям, чем к далёкому, почти мифическому мансабе. С течением времени составные части империи расширялись, сжимались, объединялись, раскалывались, появлялись и исчезали.

### Ньянчо
Манса Каабу был избран из числа руководителей провинций Джимара, Сама и Пачана. В отличие от преобладающих среди манде патрилинейных традиций, престолонаследие передавалось по материнской линии, что соответствовало обычаям байнукского наследования, существовавшим до завоевания:76. Три другие провинции: Кантора, Туман и Мана были прямыми вассалами трёх основных областей.
Правящий класс состоял из элиты воинов, разбогатевших за счёт рабов, захваченных в плен на войне. Эти правящие аристократы происходили из двух различных групп кланов: Коринг и Ньянчо (или Ньянтио). Коринги были из кланов Саньянг и Сонко, в то время как Ньянчо были из кланов Манне и Санне. Коринги правили нецарскими провинциями, в то время как только потомки Ньянчо с обеих сторон могли быть избраны мансой. Они утверждали, что ведут свое происхождение по отцовской линии от Тирамахана Траоре, основателя Каабу, а по материнской от могущественной местной колдуньи, жившей до прихода народа мандинка. Таким образом, Ньянчо претендовали на легитимность посредством завоеваний, традиционного наследования мандинки по отцовской линии и местных матрилинейных традиций:2.
Основной налог, взимаемый в виде ткани или панье, назывался кабунко. Рабы обрабатывали огромные хлопковые плантации, чтобы производить эту форму валюты. Воинственная аристократия Ньянчо использовала растущие налоговые поступления для финансирования новых войн, тем самым захватывая больше рабов, которые производили больше ткани, что финансировало ещё больше войн:321.

## Культура

### Музыка
Устная традиция племени мандинка гласит, что Каабу был настоящей родиной музыкального инструмента, известного как кора. Кора изготавливается из большой тыквы, разрезанной пополам и обтягивается коровьей кожей в качестве резонатора, и имеет зубчатую перемычку, как у лютни или гитары. Звучание Коры напоминает звучание арфы, но благодаря своему резонатору из тыквы она была классифицирована этномузыкологами, такими как Родерик Найт, как арфа-лютня. Кора традиционно использовалась гриотами как инструмент сохранения истории, древних традиций, для запоминания генеалогий семей-покровителей и их восхваления, для посредничества в конфликтах между семьями и для развлечения. Его истоки восходят ко временам империи Мали и связаны с Джали Мади Фоулинг Диабате, сыном Бамбы Диабате. По словам гриотов, Мади посетил местное озеро, где ему сообщили, что там обитает джинн, исполняющий желания. Встретившись с ним, Мади попросил джинна сделать ему совершенно новый инструмент, которым никогда не владел ни один гриот. Джинн согласился, но только при условии, что Мади передаст свою сестру под его опеку. Узнав об этом, сестра согласилась на жертвоприношение, джинн подчинился, и, следовательно, родилась легендарная Кора. Помимо устных свидетельств, историки предполагают, что кора появилась во времена правления военачальников из Каабу, что позволило традиции распространиться по всему региону Манде, пока она не стала популярной благодаря Кориангу Муссе Диабате в XIX веке.

### Язык
Каабу было мульткультурным государством, в котором говорили на нескольких языках, а именно: баланта, волоф, йола-фоньи, мандинка, мандьяк, манканья, нун, пулар, сонинке, серер. Однако официальном языком государства был язык мандинка, так как он был языком правящего класса и торговли.

### Религия
Каабу было языческим государством. Самым важным святилищем был священный лес, где росли деревья табу, плоды которых, как считалось, могли защищать воинов от опасности, в этом лесу находилась статуя змеи Тамба Диби:319.